# HD 89015
HD 89015，又名CD-35 6260，SAO 201211、HR 4029，是一颗恒星，视星等为6.19，位于銀經271.08，銀緯16.52，其B1900.0坐标为赤經10h 10m 57.8s，赤緯-36° 16.52′ 14″。